# Porter Band
Porter Band – polski zespół rockowy założony w 1979 we Wrocławiu.
Współtwórcami grupy byli: mieszkający w Polsce od 1976 roku Walijczyk John Porter (śpiew, gitara akustyczna) oraz Aleksander Mrożek (eks-2 plus 1; gitara solowa) i Kazimierz Cwynar (eks-2 plus 1; gitara basowa), po pewnym czasie dołączył Leszek Chalimoniuk (perkusja). Porterowi w pierwszym, najsłynniejszym składzie towarzyszyli uznani wrocławscy muzycy, wywodzący się z takich formacji jak: Freedom, Nurt, MSA1111, czy Spisek. Porter Band zaliczany jest do najważniejszych zespołów w historii polskiej muzyki rockowej.

## Historia
Pierwszy nieoficjalny, naprędce zaimprowizowany koncert pod nazwą John Porter Combination muzycy dali w akustycznym składzie (Porter i Mrożek grali na gitarach akustycznych, zaś Cwynar na bongosach) w maju 1979 we wrocławskim parku im. Hanki Sawickiej (obecnie Park Staromiejski im. Mikołaja Kopernika), gdy na miejscu nie stawili się Kora i Marek Jackowski, pozostali członkowie ówczesnej grupy Portera, Maanam Elektryczny Prysznic. Zespół, już pod nazwą Porter Band, zadebiutował w lipcu 1979 podczas Muzycznego Campingu w Lubaniu i rozpoczął koncertowanie po kraju (m.in. poznańska Arena, czy aula WSP w Olsztynie). W ciągu dwóch lat zagrał kilkaset koncertów. Menedżerem w pierwszym okresie działalności Porter Bandu był Tomasz Tłuczkiewicz. 
W dn. 10-13 grudnia 1979 w Polskim Radiu Opole zespół nagrał utwory, które w roku 1980 ukazały się na debiutanckiej, anglojęzycznej płycie  Helicopters, zyskując status "Złotej Płyty". Album okazał się przełomowy na polskim rynku, ponieważ zapoczątkował erę nowoczesnego rocka w Polsce. Przez krytyków i melomanów uważany jest za jedną z najlepszych rockowych płyt w historii polskiej muzyki rozrywkowej. W czerwcu 1980 roku zespół wystąpił podczas I Ogólnopolskiego Przeglądu Muzyki Młodej Generacji w Jarocinie. Kiedy Chalimoniuk wyjechał do USA, zastąpił go Wojciech Morawski. W nowym składzie Porter Band wystąpił na „Pop Session” w Teatrze Letnim w Sopocie. We wrześniu 1980 podczas koncertu w poznańskim klubie "Browar" nagrano materiał, który ukazał się na kolejnej płycie Mobilization dopiero w 1982 roku, już po rozpadzie zespołu. Dwuletnie opóźnienie spowodowane było tytułem płyty, na który nie chciała się zgodzić ówczesna cenzura, a z którego nie chciał zrezygnować Porter. 
Porter Band został zaproszony na nagranie płyty do Hamburga i do wzięcia udziału w festiwalu, który miał się odbyć w Berlinie Zachodnim. Mimo to Porter rozwiązał zespół, w związku z czym muzycy zakończyli działalność z końcem 1980, tuż po występie na Rockowisku. Porter próbował działalności z innymi składami (m.in. współpracował z takimi muzykami, jak Morawski, Winicjusz Chróst, czy Paweł Dąbrowski), lecz wkrótce rozpoczął karierę solową i współtworzył duet z Maciejem Zembatym. Nagrał również album z zespołem Mirror. Mrożek i Cwynar utworzyli Stalowy Bagaż (który przez krótki okres towarzyszył Izabeli Trojanowskiej), Morawski dołączył zaś do grupy Morawski Waglewski Nowicki Hołdys.
W 1993 zespół reaktywowany w składzie: Porter, Morawski, Sebastian Wojnowski (gitara basowa), Piotr Domiński (gitara), Neil Black (skrzypce), nagrał płytę Alexandria (1994). Pod koniec lat 90. w składzie: Krzysztof Zawadka (gitara), Marek "Bruno" Chrzanowski (gitara basowa), Piotr "Posejdon" Pawłowski (perkusja) oraz gitarzysta zespołu Hey Marcin Żabiełowicz (gościnnie), grupa nagrała płyty: Porter Band '99 (1999) i koncertową Electric (2001). Z tej drugiej pochodził utwór "How I Want You", który jesienią 2001 nie schodził z czołowych miejsc polskich list przebojów. Grupa rozpadła się w 2002, a John Porter związał się zawodowo i prywatnie z Anitą Lipnicką. 
Pod nazwą „John Porter Band” wydano w 2007 album Psychodelikatesy nagrany pięć lat wcześniej przez Portera, Zawadkę, Pawłowskiego i Krzysztofa Najmana.

## Muzycy
- John Porter – śpiew, gitara
- Aleksander Mrożek – gitara
- Kazimierz Cwynar – gitara basowa
- Leszek Chalimoniuk – perkusja
- Wojciech Morawski – perkusja
- Sebastian Wojnowski – gitara basowa
- Piotr Domiński – gitara
- Krzysztof Zawadka – gitara
- Neil Black – skrzypce
- Marek "Bruno" Chrzanowski – gitara basowa
- Piotr "Posejdon" Pawłowski – perkusja
- Krzysztof Najman – gitara basowa

## Dyskografia

### Albumy studyjne
- Helicopters (1980)
- Alexandria (1993)
- Porter Band '99 (1999)
- Psychodelikatesy (2007)

### Albumy koncertowe
- Mobilization (1982)
- Electric (2000)

### Albumy kompilacyjne
- Gwiazdy polskiej muzyki lat 80. (2007)

### Single
- "Freeze Everybody" / "Brave Gun" (1980)
- "Ain't Got My Music" / "Garage" (1980)
- "Fixin'" / "Aggresion" (1980)